# Клостербюрен
Клостербюрен (нід. Kloosterburen) — село в нідерландській провінції Гронінген, на узбережжі Ватового моря. Входить до муніципалітету Гет-Гогеланд.
Його площа становить 32,24км², а населення станом на 2021 рік складало 1 430 осіб.
До 1990 року мало статус окремого муніципалітету.

## Галерея

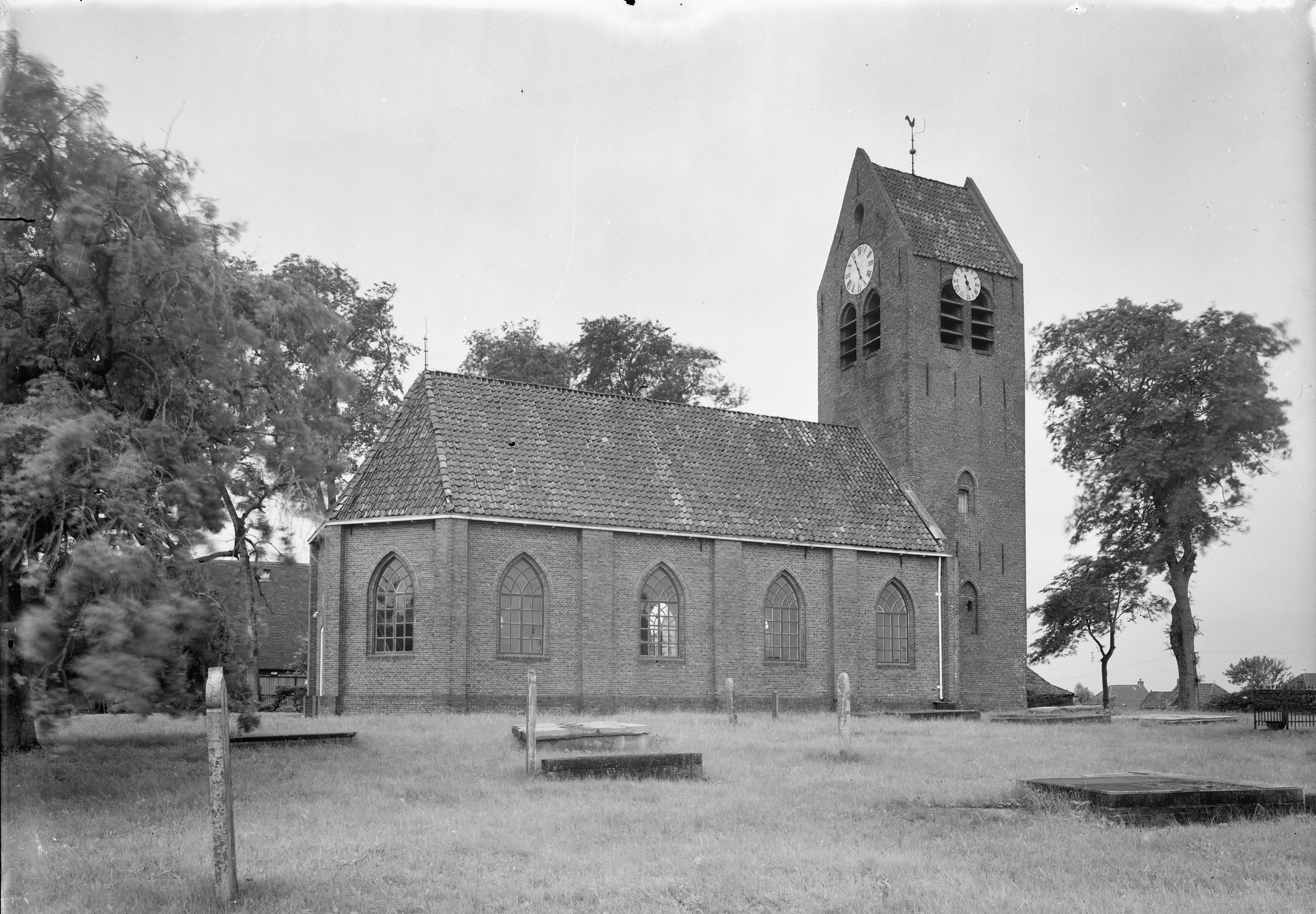
Протестанська церква (1942)
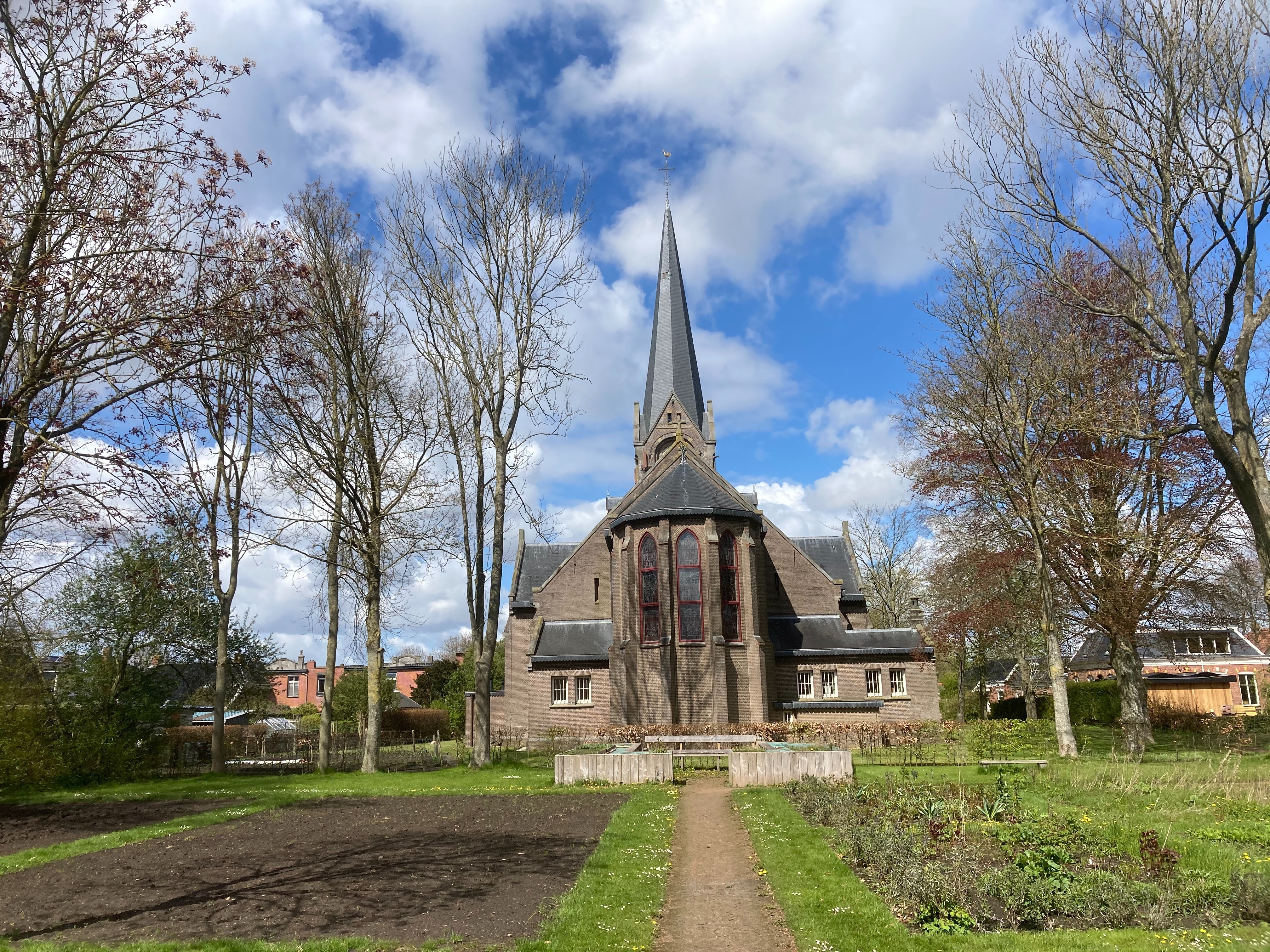
Монастирський сад
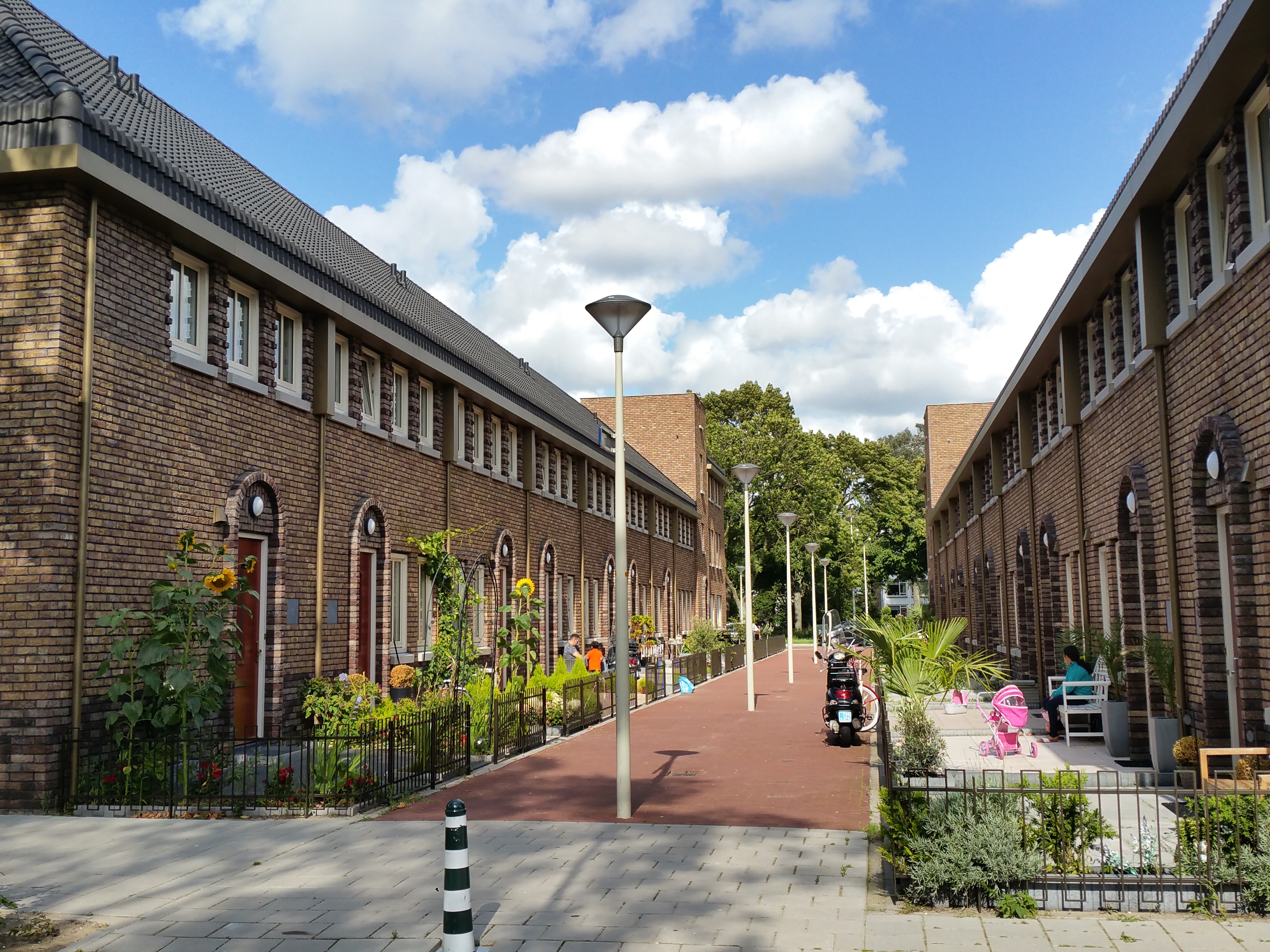
Сільська вулиця
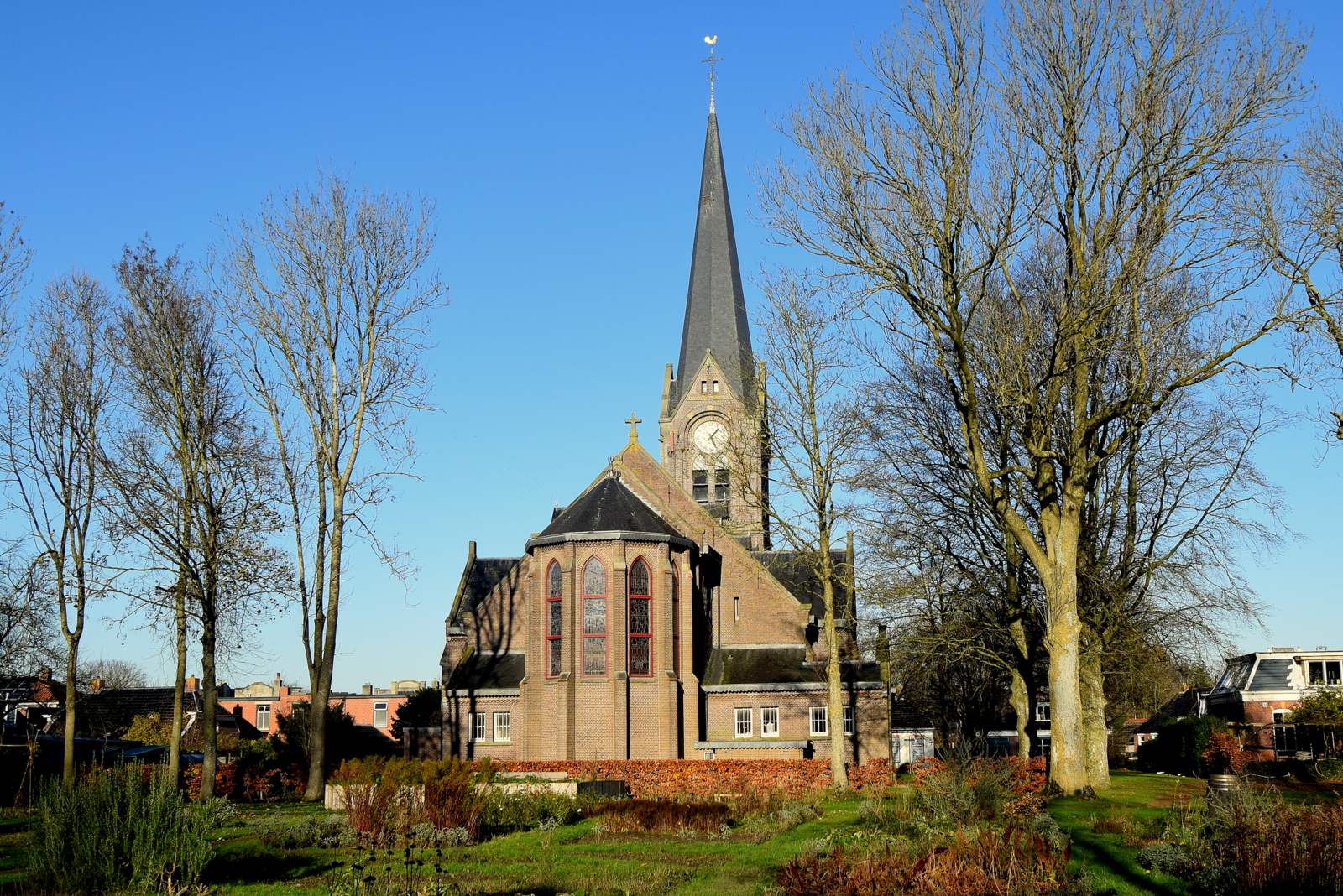
Католицька церква св. Вілліброрда